# Stangea calchaquina
Stangea calchaquina är en kaprifolväxtart som först beskrevs av Borsini, och fick sitt nu gällande namn av Borsini. Stangea calchaquina ingår i släktet Stangea och familjen kaprifolväxter. Inga underarter finns listade i Catalogue of Life.